# خورجیفی بالا (تاجیکستان)
خورجیفی بالا (به لاتین: Khudgifi Bolo) یک منطقهٔ مسکونی در تاجیکستان است که در ولایت سغد واقع شده‌است.